# 克拉鲁-杜斯波松伊斯
克拉鲁-杜斯波松伊斯是巴西米纳斯吉拉斯州的一个市镇。总面积720.7平方公里，总人口7755人，人口密度10.7人/平方公里。